# جان شوم
جان شوم (انگلیسی: John Shum؛ زادهٔ ۱۹۵۲ میلادی) بازیگر و تهیه‌کننده فیلم اهل هنگ کنگ است. در بیشتر دهه ۱۹۹۰، فیلم‌ها در درجه دوم اهمیت برای او قرار داشتند، زیرا جان شوم به شدت درگیر جنبش طرفدار دموکراسی در هنگ کنگ بود.
از فیلم‌ها یا مجموعه‌های تلویزیونی که وی در آن‌ها نقش داشته‌است می‌توان به میراث خشم، پام پام و هنگ کنگ ۱۹۴۱ اشاره نمود.